# Il medico della mutua
Il medico della mutua és una pel·lícula italiana de comèdia del 1968 dirigida per Luigi Zampa i interpretada per Alberto Sordi, qui també hi va col·laborar en l'escenografia. El guió és basat en la novel·la homònima de Giuseppe D'Agata, i és considerada un clàssic del gènere de la commedia all'italiana. Es va fer una seqüela titulada Il Prof. Dott. Guido Tersilli, primario della clinica Villa Celeste, convenzionata con le mutue de Luciano Salce.

## Sinopsi
El doctor Guido Tersilli es troba a l’hospital per una crisi nerviosa. De fet, això es deu al nombre desproporcionat de pacients que tenia el metge al seu despatx. No obstant això, uns mesos abans d’aquest esdeveniment, Guido era una persona diferent. Només era un simple pediatre de Roma que realitzava algunes visites a nens. Però la mare li va planejar un gran futur com a metge, i li va ensenyar a jugar a un hospital brut on Guido treballava per guanyar més clients. La Mútua és una associació que va donar als italians la contribució estatal per a l'assistència de metges; a Itàlia el període de màxim creixement va ser precisament el dels anys seixanta en què els metges i les clíniques primàries van intentar agrupar-se per als seus nombrosos clients que van haver de raspar més diners. Tersilli d’un simple pediatre comença a convertir-se en un autèntic metge que aplega aquí i allà amb clients comuns. El punt d’inflexió es produeix quan Guido és cridat per una dama rica per visitar el seu marit. Guido només té l'oportunitat de cortejar la dona, tot i que ja estava compromès amb una altra noia per incorporar-la a la seva llista de pacients prestats. Així doncs, Guido, sota l'enveja dels seus col·legues, comença a guanyar amb la dama rica innombrables clients prestats tocant els 2000 pacients. Tanmateix, Guido no aconsegueix curar durant molt de temps tot l'estrès a causa del treball en curs de l'esgotament de la causa. A l'hospital, Guido es troba cara a cara amb els seus col·legues rivals que decideixen cuidar-lo, però robant una porció dels millors clients amb la mutualitat. Llavors Guido Tersilli continua atenent pacients però quedant-se al llit i parlant per telèfon.

## Repartiment
- Alberto Sordi - Dr. Guido Tersilli
- Sara Franchetti - Teresa
- Evelyn Stewart - Anna Maria
- Nanda Primavera - Mare de Tersilli
- Bice Valori - Amelia, la vídua
- Leopoldo Trieste - Pietro
- Franco Scandurra - Dr. Bui
- Claudio Gora - El metge lladre
- Pupella Maggio - La sra Parise
- Franco Gelli - Un dels col·legues de Tersilli
- Tano Cimarosa - Laganà
- Sandro Merli - Dr. Drufo
- Marisa Traversi - La prostituta

## Producció
La pel·lícula està ambientada a Roma; entre els llocs de rodatge hi ha el Palazzi dell'INA e dell'INPS, via Piccolomini i via del Banco di Spirito Santo 3, just davant del Castell de Sant'Angelo. Els exteriors de la clínica on Guido Tersilli treballa gratuïtament són en realitat els exteriors del complex Opera don Orione de Roma. La banda sonora és de Piero Piccioni, 
La pel·lícula va ser la segona més taquillera de la temporada de cinema italià del 1968-69 amb 3.032.637.000 £.

## Premis i reconeixements
La pel·lícula fou seleccionada entre les 100 film italiani da salvare.
- David di Donatello 1969 - Millor actor protagonista per Alberto Sordi
- Nastri d'argento 1969 - Millor actriu no protagonista a Pupella Maggio
- 1969 - Globo d'oro- Millor actor a Alberto Sordi